# Nina Gademan
Nina Gademan (Wijster, 30 september 2003), voorheen bekend als Nina Pothof, is een Nederlands autocoureur.

## Carrière

### Karting
Gademan begon haar autosportcarrière in het karting. In 2019 nam zij deel aan de FIA Girls On Track Le Mans Shootout. Hieruit werd zij gekozen als een van de zes coureurs die deel uit mocht maken van het Girls on Track European Team. In deze hoedanigheid nam zij deel aan de X30 Senior-klasse van een aantal IAME-kampioenschappen. Tevens vertegenwoordigde zij Nederland in de Karting Slalom Cup tijdens de FIA Motorsport Games. Samen met haar teamgenoot Bastiaan van Loenen won zij hier de gouden medaille.

### Formule 4
Na enkele jaren niet actief te zijn geweest in de autosport vanwege problemen met haar budget, maakte Gademan in 2024 haar debuut in het formuleracing in het Brits Formule 4-kampioenschap, waar zij voor Fortec Motorsports reed. Een elfde plaats op het Knockhill Racing Circuit was haar beste race-uitslag. Met 25 punten werd zij negentiende in de eindstand. Tevens kwam zij in aanmerking voor de rookieklasse, waarin zij met een podiumfinish op het Thruxton Circuit en 179 punten zevende werd.
In 2025 begint Gademan het jaar in de Formula Winter Series, waar zij voor Hitech TGR rijdt.

### F1 Academy
In 2024 nam Gademan als wildcardcoureur deel aan haar thuisrace op het Circuit Zandvoort in de F1 Academy. Zij eindigde in de eerste race als vierde en werd hiermee de eerste deelnemer die met een wildcard punten wist te scoren. Ook in de tweede race werd zij vierde, maar vanwege een tijdstraf die zij kreeg voor het veroorzaken van een aanrijding met Aurelia Nobels werd zij als tiende geklasseerd.
In 2025 rijdt Gademan het gehele seizoen in de F1 Academy voor Prema Racing. Zij krijgt dat jaar steun van het Formule 1-team van Alpine.